# Kurt Schnell
Kurt Schnell (* 10. März 1914  in Berlin; † 20. Oktober 1971) war ein Außenhandelsfunktionär der DDR.

## Leben
Schnell leistete im Zweiten Weltkrieg Kriegsdienst und geriet 1944 als Leutnant in sowjetische Kriegsgefangenschaft.
Nach Kriegsende wurde er Mitglied der SED und war als Außenhandelsfunktionär tätig. Er war unter anderem 1959 stellvertretender Leiter der Vertretung der Kammer für Außenhandel (KfA) der DDR in Österreich. Von 1959 bis 1962 leitete er als Handelsrat die Vertretung der KfA in den Niederlanden. Ab 1963 war er Leiter des Bereichs Nordische Länder im Ministerium für Außen- und Innerdeutschen Handel der DDR. Von 1964 bis 1965 wirkte er als stellvertretender Generaldirektor der Außenhandelsgesellschaft „Deutscher Innen- und Außenhandel-Elektrotechnik“. Von 1965 bis 1967 leitete er als Handelsrat die Vertretung der KfA in Athen. Bald nach seinem Amtsantritt als Handelsrats in Griechenland unterzeichnete die DDR-Außenhandelskammer und die Industrie- und Handelskammer Athen ein gemeinsames Protokoll, das unter anderem die Beseitigung aller die Handelsbeziehungen hemmenden Faktoren vorsah. Von 1967 bis 1971 leitete Schnell als Legationsrat die Kammervertretung in Rom (Nachfolger des verstorbenen Herbert Merkel).

## Auszeichnungen
- Vaterländischer Verdienstorden in Silber (1971)